# Киселёва, Светлана Ивановна
Светлана Ивановна Киселёва (род. 25 августа 1971 года в Николаеве) — украинская спортсменка-наездница, специализирующейся на соревнованиях по выездке. Участница Олимпийских игр 2012 года, Мастер спорта Украины международного класса.

## Биография
Светлана Киселёва родилась в городе Николаев. Дед Светланы всю жизнь работал конюхом, поэтому любовь к этим животным была у девушки с детства. Однако родители, узнав об увлечении дочери и желании заниматься конным спортом, выразили своё категорическое несогласие с её мнением и отдали Светлану в танцевальную студию. Однако Киселёву не заинтересовали ни бальные, ни народные танцы, она хотела заниматься конным спортом. В 1984 году Светлана, в конце концов, получила разрешение родителей, но набор в группы был уже завершён, поэтому пришлось ходить на занятия без записи. Этому способствовало то, что тренер учебной группы Николаевской ДЮСШ был на соревнованиях, а наставник, который был призван заменить его, ни имён, ни фамилий учеников не знал. Впоследствии обман девушки был раскрыт, однако на то время её уже определили в выездковую группу и было решено не брать во внимание это недоразумение. Тем более, что держалась в седле Светлана хорошо.
Киселёва постоянно входила в состав юниорской и юношеской сборных Украины по выездке, принимала участие в республиканских соревнованиях. Однако, когда ей предложили выполнить нормативы на получение звания мастера спорта, тогдашний тренер спортсменки Виктор Дементьев решил, что ей рано, и не повёз Светлану на зачётные соревнования.
Все изменило знакомство с Верой Мисевич на одном из соревнований. После успешного выступления Киселёва получила от олимпийской чемпионки 1980 года предложение переехать в Киев и приступить к работе в КСК «Динамо». Светлана не хотела оставлять Николаев, однако так случилось, что вскоре она вышла замуж за киевлянина и приняла предложение Мисевич. После смерти Веры Антоновны и довольно успешного периода работы с Ириной Мурашовой Светлана покинула динамовский клуб и начала сотрудничать с Юрием Ковшовым.
Светлана Киселёва — многократная чемпионка Украины и победительница различных международных Гран-при по выездке. Однако в соревнованиях континентального или мирового масштаба участвовала не часто. Дебютом спортсменки на высшем уровне стал чемпионат Европы по выездке 2007, который проходил в итальянском парке Ла Мандрия вблизи Турина. Светлана на лошади украинской верховой породы по имени Parish заняла 52-ю позицию в индивидуальном зачёте. Несколько более удачной оказалось континентальное первенство 2009 года, на котором Киселёва всё на том же коне смогла подняться уже на 39-е место.
Однако самым большим пока что успехом в карьере Светланы является участие в Олимпийских играх 2012 года в Лондоне. На этих играх Украина была представлена в выездке впервые в истории за время независимости. Киселёва и Parish, однако не смогли преодолеть квалификационный раунд, завершив соревнования на 46-м месте.